# FK Połtawa
FK Połtawa (ukr. Футбольний клуб «Полтава», Futbolnyj Kłub "Połtawa") – ukraiński klub piłkarski z siedzibą w Połtawie. Założony 5 czerwca 2007, rozwiązany 21 czerwca 2018.

## Historia
Klub został założony 5 czerwca 2007 roku. 
W 2007 roku zgłosił się do rozgrywek w Drugiej Lidze i otrzymał status profesjonalny.
Od sezonu 2007/08 występowała w Druhiej Lidze.
16 grudnia 2015 klub ogłosił decyzję o rezygnacji z występów w Pierwszej Lidze.
21 czerwca 2018 roku został rozwiązany.

## Sukcesy
- 11. miejsce w Druhiej Lidze (1 x):

2007/08

## Trenerzy
- 06.2007–05.2009:  Ołeksandr Omelczuk
- 06.2009–01.2010:  Iwan Szarij
- 01.2010–06.2010:  Jurij Małyhin
- 07.2010–21.06.2013:  Anatolij Bezsmertny
- 21.06.2013–02.01.2015:  Ilja Blizniuk
- 09.01.2015–01.09.2015:  Ołeh Fedorczuk
- 02.09.2015–21.09.2016:  Anatolij Bezsmertny (p.o.)
- 21.09.2016–05.05.2017:  Jurij Jaroszenko
- 06.05.2017–30.06.2017:  Wołodymyr Prokopinenko
- 04.07.2017–21.06.2018:  Anatolij Bezsmertny

## Inne
- Worskła Połtawa